# Varennes (Alta Garonna)
Varennes è un comune francese di 265 abitanti situato nel dipartimento dell'Alta Garonna nella regione dell'Occitania.

## Società

### Evoluzione demografica
Abitanti censiti